# Lola Rodríguez de Fuenmayor
María de los Dolores Rodríguez del Castillo, más conocida como Doña Lola Rodríguez de Fuenmayor (Sevilla, 2 de febrero de 1896 - Caracas, 20 de febrero de 1969) fue una profesora, músico y enfermera hispano-venezolana caracterizada por la fundación de diferentes instituciones educativas en Venezuela, siendo una de las más importantes la Universidad Santa María.
Nacida en Sevilla, España, llega a Venezuela junto con su madre doña María Luisa A. de Rodríguez y su hermano Gabriel el 11 de febrero de 1899. 
Al llegar a puerto, los hermanos Rodríguez del Castillo fueron separados ya que su madre se encontraba delicada de salud,  y al poco tiempo de haber arribado a tierras venezolanas, su madre fallece en el Hospital Vargas de la ciudad de Caracas, dejándolos huérfanos, Gabriel con 5 años y Lola con tan solo 3 años de edad, ya que su padre don José Rodríguez del Castillo había fallecido tiempo antes en España. 
Fue acogida por dos insignes y abnegadas maestras venezolanas, las hermanas Panchita y María Andrianza, donde fue educada e instuida con una ejemplar disciplina, amando el estudio, ayudando en el trabajo de la casa y viendo en ellas un ente de estímulos para poder llevar la dura lucha del diario trabajo. Creció con un gran deseo de superación, de llegar a realizar en la vida algo que fuera orgullo para sus hijos y al mismo tiempo provechoso para la tierra que tan bondadosamente la acogió en su seno y guarda la tumba de su madre desaparecida.
A los 9 años trabajó, dio clases a sus propias compañeritas y de ahí hasta que falleció fue una cadena ininterrumpida su entrega apostólica labor del magisterio.
Realiza sus primeros estudios en el  Colegio Nacional de Niñas, donde fue ejemplo y modelo a seguir por sus compañeras. Realizó diversos estudios, algunos de ellos:
- El 14 de julio de 1907 obtiene el título de Maestra de Primera Enseñanza.
- El 28 de febrero de 1910 obtiene el título de Profesora Normal (La única que lo ostenta en Venezuela).
- El 14 de julio de 1910 obtiene el título de Maestra de Segunda Enseñanza.
- El 18 de febrero de 1911 obtiene el título de Profesora de Teoría y Solfeo.
- El 28 de julio de 1911 obtiene el título de Profesora de Estudios Comerciales.
- El 22 de julio de 1912 obtiene el título de Enfermera y Asistencia Social (Curso especial del Doctor Francisco Antonio Rísquez).
- El 22 de septiembre de 1912 gana Concurso de Dibujo y Geometría Lineal, para entrar a formar parte del Cuerpo de Profesores De La Escuela Normal de Hombres, hoy Miguel Antonio Caro.
- El 15 de julio de 1914 obtiene el título de Profesora de Educación Física.

En 1910 inicia su brillante carrera docente dictando Historia y Geografía en el mismo Colegio Nacional de Niñas 
En 1912 comienza a extender su labor pedagógica a otras instituciones educativas como profesora de Castellano y Literatura, Higiene y Gimnasia, Economía Doméstica y Dibujo Lineal.
Contrajo matrimonio el 28 de julio de 1920 con el Dr. Asdrúbal Fuenmayor Rivera compañero insigne,  Abogado, Profesor, Jurisca, Comerciante y Político y de esa unión nacieron cinco hijos: Manuel Fernando, Rebeca Margarita, Luis Augusto, Gustavo y Asdrúbal Fuenmayor Rodríguez.
1935-1938 Especialmente para ella fue creado por el Ministerio de Educación el cargo de subdirectora de Educación Física.
Muere el 20 de febrero de 1969 de un paro cardíaco, en su oficina, siendo Concejal por el Distrito Federal, dejando una huella imborrable en la educación venezolana.

## Estudios, Títulos y reconocimientos
1907.- Título de Maestra de Primera enseñanza.
1910.- Título de Maestra de Segunda Enseñanza.
1910.- Título de Profesora Normal.
1911.- Medalla de Oro, otorgada por el Ministerio de Instrucción Pública, a la mejor alumna del año.
1911.- Título de Profesora de Teoría y Solfeo.
1911.- Título de Profesora de Estudios Comerciales.
1912.- Título de Enfermera y Asistencia Social.
1914.- Título de Profesora de Educación Física.
1943.- Medalla y Diploma de Instrucción Pública, otorgada por el presidente de los Estados Unidos de Venezuela,  General Isaías Medina Angarita.
1944.- Medalla y Diploma por Educación Física.
1951.- Medalla 15 de Enero, por haber cumplido 50 años de magisterio.
1961.- Título de Mujer de Venezuela de 1961, otorgado por la Unión de Mujeres Americanas.
1968.- Orden 27 de Junio, otorgada por El Presidente Constitucional de Venezuela, Raúl Leoni.

## Institutos Fundados
El 1 de octubre de 1938 fundó el  Colegio Santa María en la ciudad de Caracas y llegó a cumplir más de 30 años de labor ininterrumpida.
El 15 de septiembre de 1941 fundó el  Colegio Santa María en la ciudad de La Victoria, el cual funcionó durante tres años con primaria, normal, bachillerato y comercio.
El 15 de septiembre de 1942 fundó el Liceo Santa María, hoy Liceo Cultura.
El 19 de octubre de 1953 fundó la Universidad Santa María, de la cual es fundadora y ocupó el cargo de Directora de Cultura.

## Institutos donde Ejerció la Profesión
- 1910 a 1912 Profesora de Geografía e Historia de Venezuela y Universal en El Colegio Nacional de Niñas.
- 1912 a 1916 Profesora de Castellano y Literatura en la Escuela Normal de Mujeres.
- 1912 a 1931 Profesora de Higiene y Gimnasia (Teoría y Práctica), en la Escuela Normal de Mujeres.
- 1913 a 1924 Profesora de Castellano y Literatura y Gimnasia (Teoría y Práctica), en El Patronato San José de Tarbes y en el de Los Padres Capuchinos.
- 1913 a 1924 Profesora de Castellano y Literatura, Educación Física, Economía Doméstica y Dibujo Lineal Colegio Santa Teresa de Jesús (Colegio de Teresa Caballero).
- 1913 a 1938 Profesora de Metodología, castellano y Literatura, Higiene, Pedagogía y Educación Física (Teoría y Práctica) en el Externado de San José de Tarbes.
- 1913 a 1938 Profesora de Gimnasia en el Internado San José de Tarbes (Especial).
- 1914 a 1921 Gimnasia (Teoría y Práctica) en el Colegio Católico Alemán (Señora Condelles).
- 1915 a 1924 Profesora de Higiene, catellano y Literatura, Gimnasia en el Colegio San Antonio de las Hermanas Franciscanas.
- También numerosas clases particulares.

## Medallas y Diplomas
- 1907 a 1954 Alumnas del Colegio Santa María otorgan Medalla de Oro.
- 5 de julio de 1911 Medalla de Oro otorgada por el Ministerio de Instrucción Pública a la Mejor Alumna del Año.
- 5 de julio de 1911 Diploma y Medalla de Oro Centenario de la Independencia por Premio ganado en Concurso.
- 1944 Medalla de Instrucción Pública en Venezuela otorgada por el Ministerio de Educación.
- 1945 Ministerio de Educación otorga Medalla y Diploma por Educación Física.
- 1945 El Colegio Santa María otorga Medalla y Diploma.
- 1951 A Doña Lola Medalla "15 de Enero".
- 1955 Mosquera Suárez otorga Medalla y Diploma.
- 1956 Colegio Santa María otorga Medalla de Oro y Diploma a la profesora Doña Lola.
- 1956 Medalla de Oro otorgada por la Universidad Santa María.
- 1957 Medalla otorgada por el personal docente.
- 1957 Homenaje de las alumnas en sus Bodas de Oro.
- 1959 El Lic. Arévalo otorga Medalla de Honor al Mérito en la Educación en Venezuela.
- 1959 Medalla de Oro otorgada por la Escuela Artezanal.
- 1960 El segundo año de humanidades otorga al Colegio Santa María Medalla y Diploma.
- 1961 Fue proclamada Mujer de Venezuela.
- 1967 Medalla de Oro "27 de Junio", otorgada por el Ministerio de Educación.
- 1969 El doctor Raúl Leoni, presidente de Venezuela, otorgó Orden 27 de Junio a Doña Lola.